# Seznam italijanskih anatomov
Seznam italijanskih anatomov.

## A
- Julius Caesar Aranzi
- Gaspare Aselli

## B
- Bartolomeo Panizza
- Lorenzo Bellini
- Jacopo Berengario da Carpi
- Giulio Bizzozero

## C
- Leopoldo Marco Antonio Caldani
- Filippo Civinini
- Realdo Colombo

## D
- Stefano Delle Chiaje

## E
- Bartolomeo Eustachi

## F
- Hieronymus Fabricius
- Gabriele Falloppio
- Filippo de Filippi
- Giovanni Filippo
- Fortunato iz Brescie

## G
- Bernardino Genga
- Alessandra Giliani
- Camillo Golgi

## L
- Giuseppe Levi

## M
- Paolo Maffei (1926–2009)
- Marcello Malpighi
- Mondino de Liuzzi
- Giovanni Battista Morgagni

## N
- Niccolò Massa

## O
- Ruggero Oddi

## P
- Antonio Pacchioni
- Filippo Pacini

## R
- Angelo Ruffini
- Carlo Ruini

## S
- Giovanni Domenico Santorini
- Antonio Scarpa
- Richiardi Sebastiano

## T
- Atto Tigri

## V
- Constantio Varolid
- Leonardo da Vinci

## W
- William iz Saliceta